# Lowell Liebermann
Lowell Liebermann, ameriški skladatelj, pianist in dirigent, * 22. februar 1961, New York City.
Liebermann je v starosti 16 let prvič nastopil v newyorški dvorani Carnegie Hall, kjer se je predstavil s svojo Klavirsko sonato, op. 1. Glasbo je študiral na prestižni glasbeni šoli Juilliard, njegova najpomembnejša mentorja sta bila David Diamond in Vincent Persichetti. Na tej ustanovi je tudi magistriral in doktoriral. Živi in deluje v New Yorku.
Njegova najuspešnejša dela so Sonata za flavto in klavir (1987), Gargoyles za klavir (1989) in Koncert za flavto in orkester (1992). Med ostala vidnejša dela sodijo sonata za flavto in kitaro (1988), štiri sonate za violončelo (zadnja iz leta 2008) Klavirski koncert št. 2 (1992), opera Slika doriana Greya (1996), Simfonija št. 2 (2000), koncert za trobento (2000), violinski koncert (2001), Rapsodija na Paganinijevo temo za klavir in orkester (2001), in opera Miss Lonelyhearts (2006), ki je bila naročena v okviru proslav ob stoti obletnici glasbene šole Juilliard.  
Njegov glasbeni slog vsebuje elemente tradicionalne tonalnosti ter strukturo bolj drznih harmonij. Njegova dela Koncert za flavto piccolo in orkester, Koncert za flavto in orkester, ter Koncet za flavto, harfo in orkester je posnel James Galway. 